# 마스와촌
마스와촌(益和村)은 일본 아이치현 가이토군에 설치되었던 촌이다. 현재의 쓰시마시의 남동부에 해당한다.